# Idina Menzel
Idina Kim Menzel (New York, 30 mei 1971) is een Amerikaans actrice en zangeres. Menzel brak door op Broadway en maakte daarna ook carrière in de filmindustrie. Zo vertolkte ze onder meer de stem van Elsa in Frozen.

## Carrière
Menzel was al lange tijd bezig met het opbouwen van een carrière toen zij auditie deed voor de rock musical Rent, onder andere gebaseerd op Puccini's La Bohème, van Jonathan Larson. Ze werd gecast voor de rol van Maureen Johnson en was in deze rol tussen 1996 en 1997 te bewonderen. Voor haar rol in de musical kreeg ze een Tony Award-nominatie voor Beste Actrice in een Musical. Ook ontmoette ze bij Rent Taye Diggs, met wie ze tussen 2003 en 2014 getrouwd is geweest. Met Diggs kreeg ze in 2009 een kind.
Na Rent speelde Menzel in Summer of '42, was ze te zien in de New York City Center Encores! productie van Hair en kreeg ze een rol in de Broadwaymusical Aida. Voor haar rol in de The Wild Party off-Broadway productie kreeg ze in 2000 een Drama Desk Award. Andere off-Broadwayproducties waarin Menzel te zien was, zijn het eerder genoemde Rent en The Vagina Monologues.
Vervolgens kreeg Menzel een rol in de musical Wicked. Dit was de populairste musical waarin ze te zien was sinds Rent. In 2004 ontving ze hier een Tony Award voor. Ze was van september 2006 tot en met 30 december 2006 ook te zien in de West End-productie van Wicked.
In 2005 was Menzel te zien in de verfilming (2005) van Rent. Ook speelde ze in Enchanted (2007) en Disenchanted (2022), als Nancy Tremaine, de vriendin van Robbert (Patrick Dempsey), Vera in Ask the Dust (2006) en in Kissing Jessica Stein (2001), Just a Kiss (2002) en The Tollbooth (2006). In 2013 sprak ze de stem in van Elsa voor de Disneyfilm Frozen. Daardoor werd ze de eerste vrouw die ooit twee Disney prinsessen heeft "gespeeld". In Enchanted trouwt Nancy namelijk uiteindelijk met prins Edward. In 2019 nam ze in Frozen II opnieuw de stem van Elsa voor haar rekening, wat ze eerder ook al deed voor de Disney animatiefilm Ralph Breaks the Internet uit 2018. In 2023 was ze opnieuw te horen als Elsa in Once Upon a Studio.
Menzel heeft meerdere albums uitgebracht: Still I can't be Still (1998), I Stand (2008), Here (2008), Live Barefoot at the Symphony (2012), Holiday Wishes (2014) en Christmas: A Season Of Love (2019).
Idina vertolkte ook de rol van Rachel Berry's moeder in Glee.
In 2019 kreeg Menzel een ster op de Hollywood Walk of Fame. 

## Discografie

### Singles
| Single met eventuele hitnotering(en) in de Nederlandse Top 40 | Datum van verschijnen | Datum van binnenkomst | Hoogste positie | Aantal weken | Opmerkingen                                     |
| ------------------------------------------------------------- | --------------------- | --------------------- | --------------- | ------------ | ----------------------------------------------- |
| Let It Go                                                     | 25-11-2013            | -                     |                 |              | Soundtrack Frozen / Nr. 67 in de Single Top 100 |

| Single met hitnotering(en) in de Vlaamse Ultratop 50 | Datum van verschijnen | Datum van binnenkomst | Hoogste positie | Aantal weken | Opmerkingen                       |
| ---------------------------------------------------- | --------------------- | --------------------- | --------------- | ------------ | --------------------------------- |
| Let It Go                                            | 25-11-2013            | 08-03-2014            | tip55           | -            | Soundtrack Frozen                 |
| Into the Unknown                                     | 04-11-2019            | 30-11-2019            | tip15           | -            | met Aurora / Soundtrack Frozen II |

- Bibliothèque nationale de France: cb156035767 (data)
- CiNii: DA15664263
- Gemeinsame Normdatei: 135006821
- International Standard Name Identifier: 0000 0001 1448 6257
- Library of Congress Control Number: no97078470
- MusicBrainz: 929ca8c3-5df3-4fe9-bc59-f8d603780bce
- Nationale Bibliotheek van Tsjechië: xx0103118
- Nationale Bibliotheek van Israël: 987007356986905171
- Nederlandse Thesaurus van Auteursnamen: 383680956
- SNAC: w6ww93h7
- Virtual International Authority File: 76638174
- WorldCat: E39PBJcr9TvYKJMfFGcw3prcyd